# Honolulu Museum of Art
Pour les articles homonymes, voir HAA.
L’Honolulu Museum of Art (appelé Honolulu Academy of Arts ou HAA jusqu'en 2012) est un musée situé au centre-ville d'Honolulu, près de la plage de Waikiki, sur la côte sud de l'île d'Oahu dans l'État d'Hawaï.

## Historique
Fondé par Anna Rice Cooke (en) (Mme Charles Montague Cooke), qui désirait faire partager son amour de l'art aux habitants d'Honolulu et d'Hawaï, le musée, depuis l'ouverture de ses portes, le 8 avril 1927, n'a cessé de s'accroître pour devenir la plus grande exposition privée d'arts visuels d'Hawaï, présentant une collection permanente de plus de 50 000 œuvres d'art provenant du monde entier.

## Collections
Le musée possède une importante collection d'objets orientaux, notamment japonais et chinois. Elle abrite également la collection de l'homme d'affaires et philanthrope Samuel Henry Kress qui compte des tableaux de la Renaissance italienne, des œuvres peintes et des objets d'arts décoratifs d'Amérique et d'Europe, ainsi que de l'art africain traditionnel et de nombreux exemples de l'art d'Océanie. Amedeo Modigliani est représenté par Nu assis, une toile réalisée vers 1918. Henri Matisse l'est par Annelies, tulipes blanches et anémones, qui date de 1944.
Le musée est également en possession de la collection de l'écrivain américain James A. Michener et ses nombreux ukiyo-e et objets d'art hawaïen.

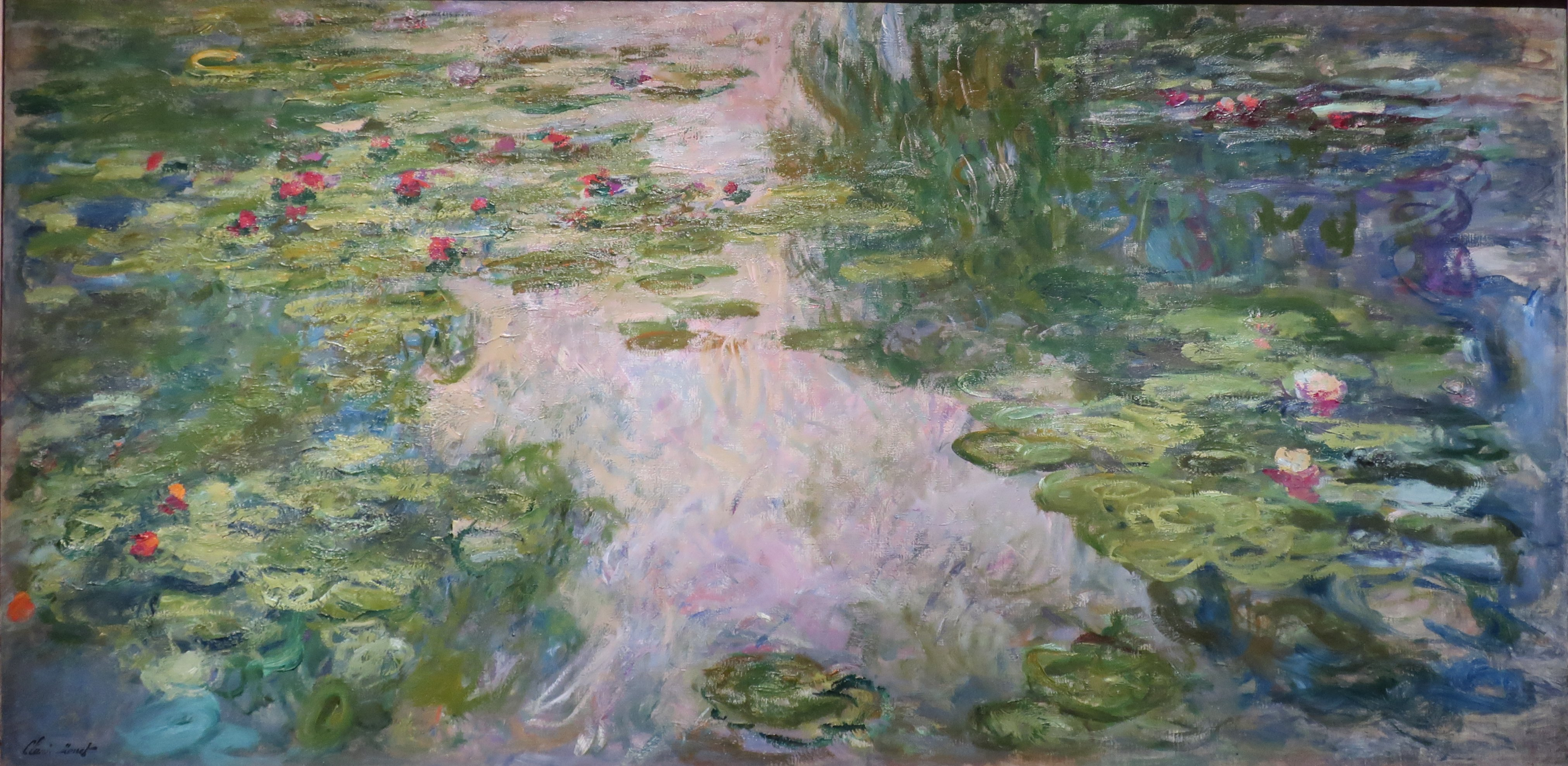
Claude Monet, Nénuphars, 1917-1919

## Galerie

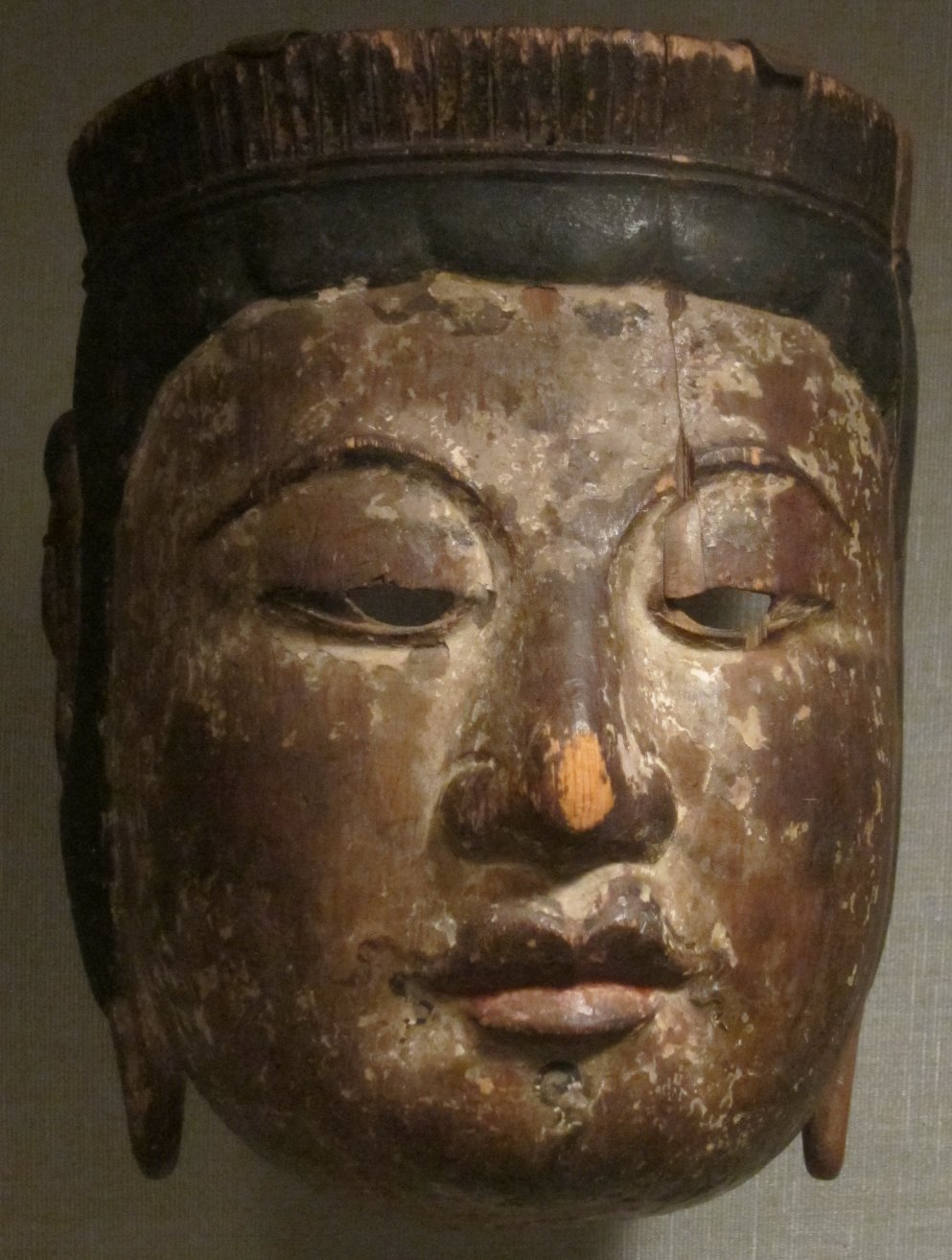
Masque de procession de l'esprit gardien, Japon, époque de Heian, 1086
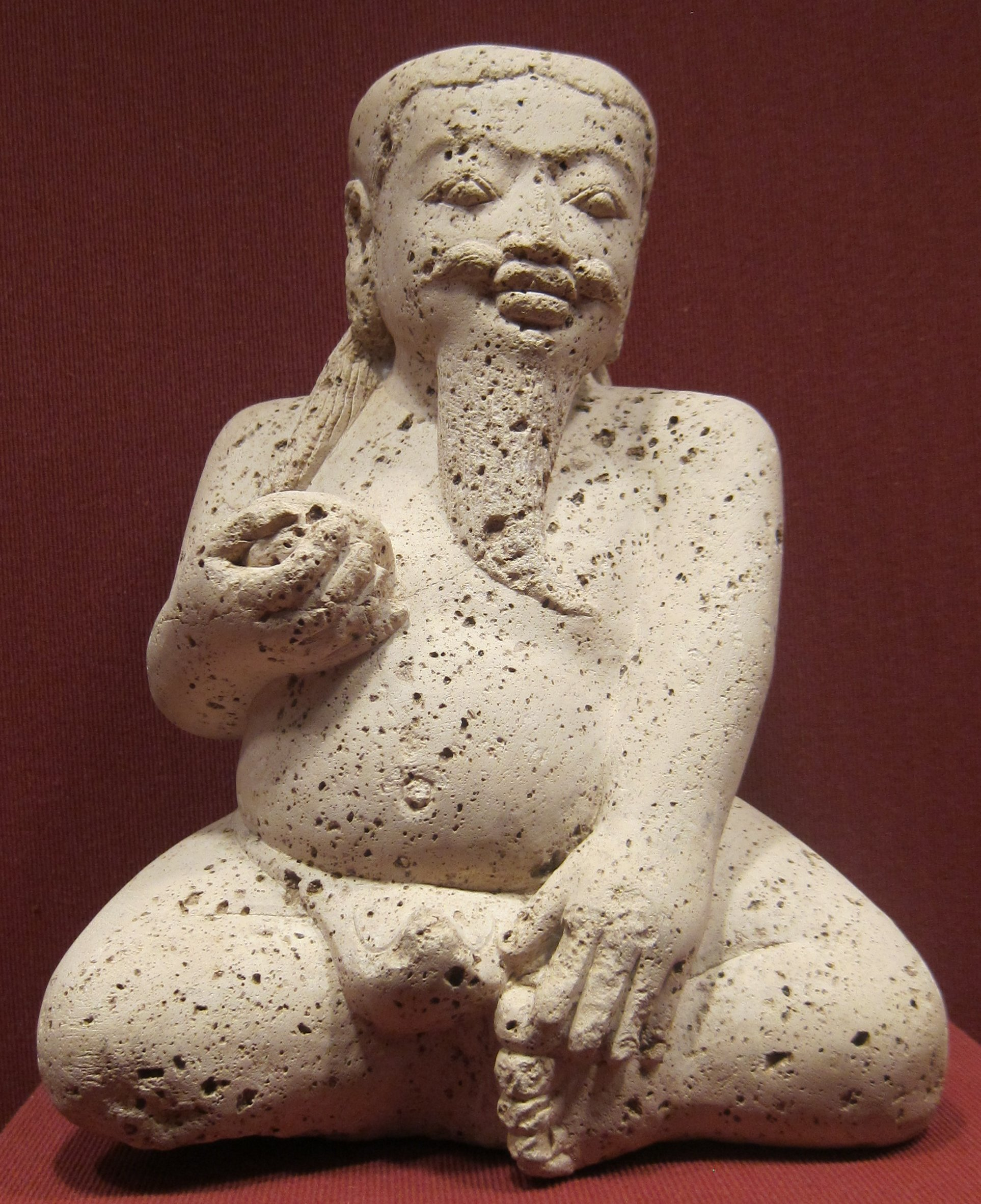
Homme assis, dynastie Majapahit, Indonésie, XIVe siècle - XVe siècle
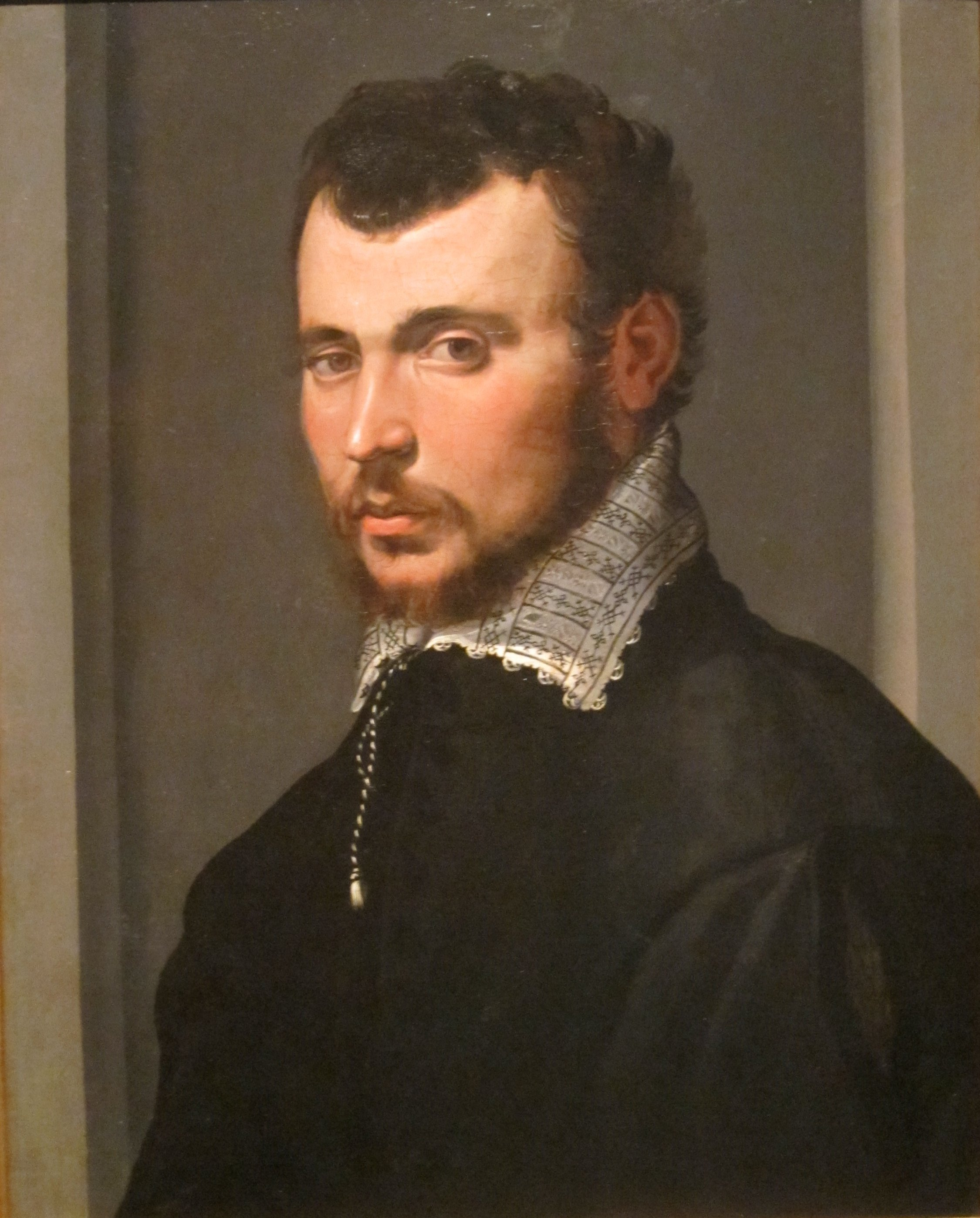
Francesco Salviati, Portrait d'un jeune homme, vers 1550
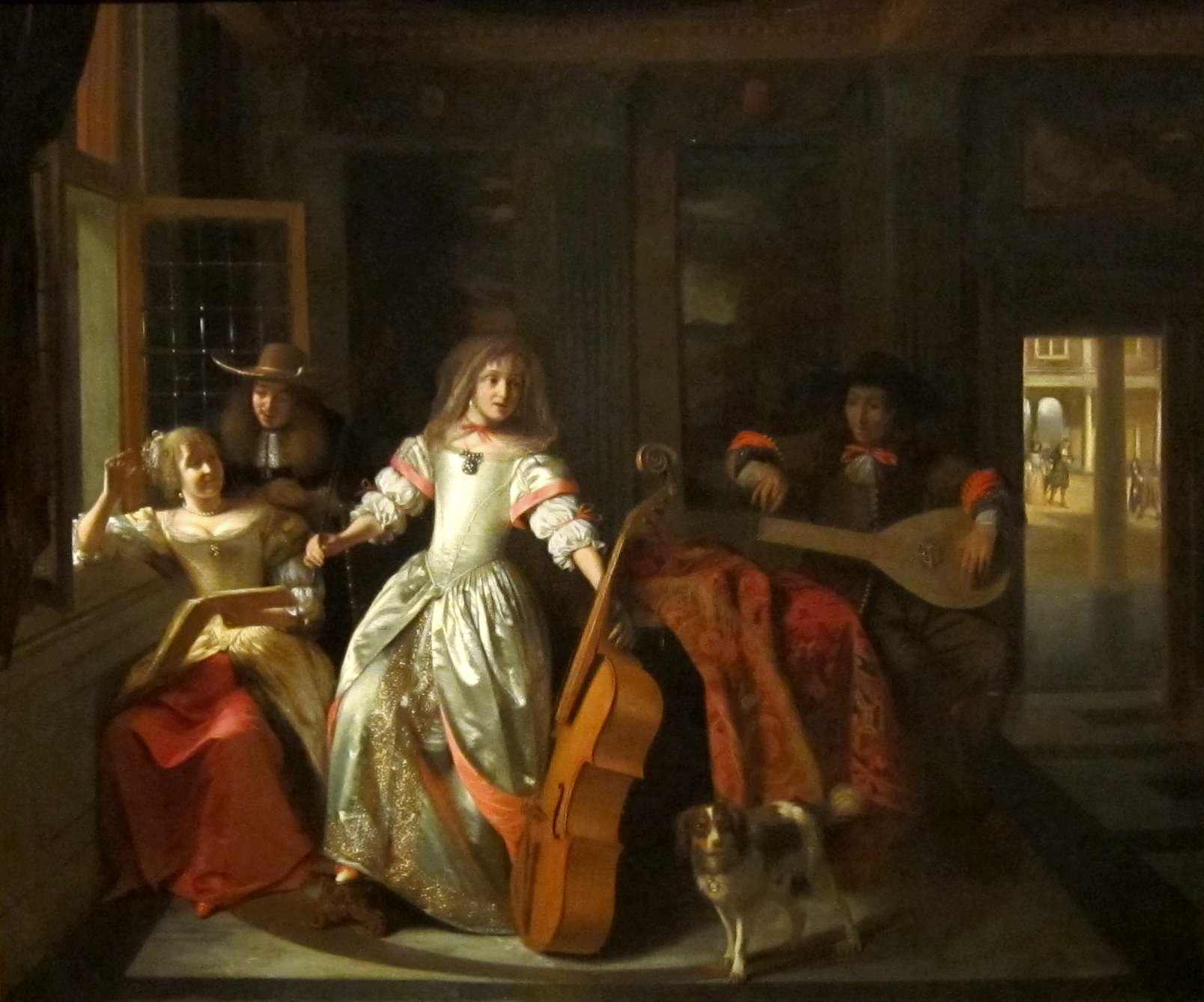
Pieter de Hooch, Une conversation musicale, 1674
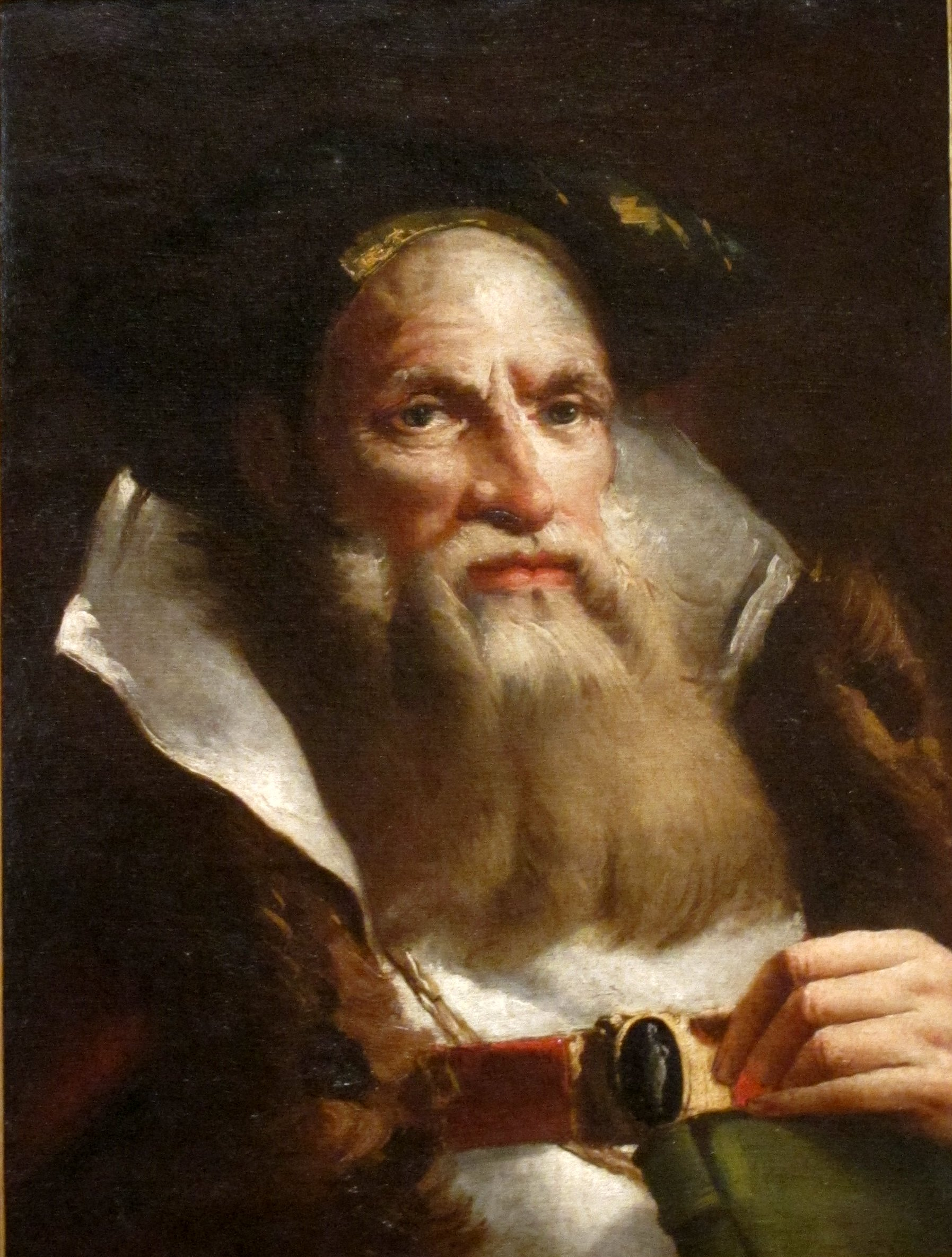
Giandomenico Tiepolo, Portrait d'un philosophe oriental, 1755-1756
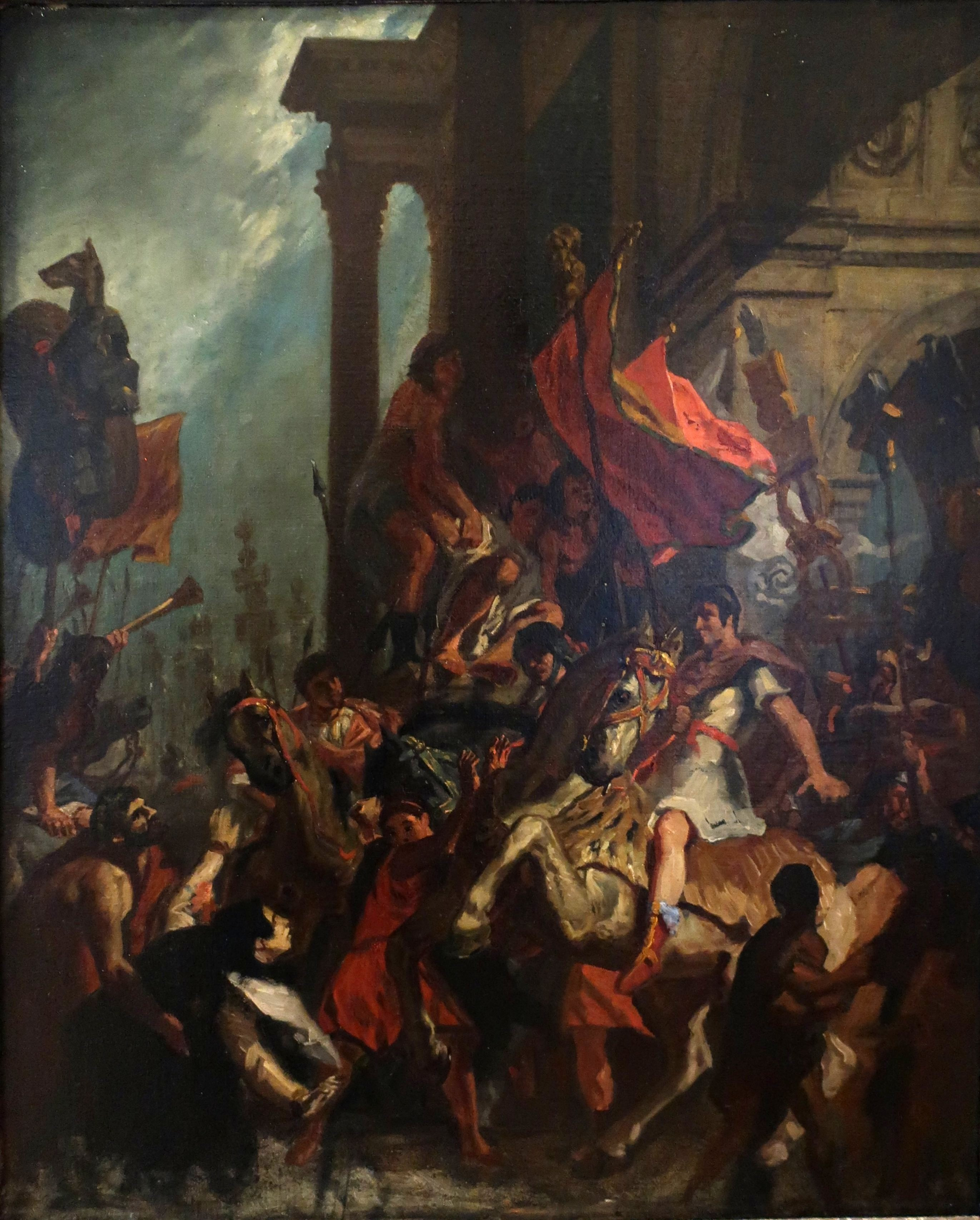
Eugène Delacroix, La Justice de Trajan, 1858
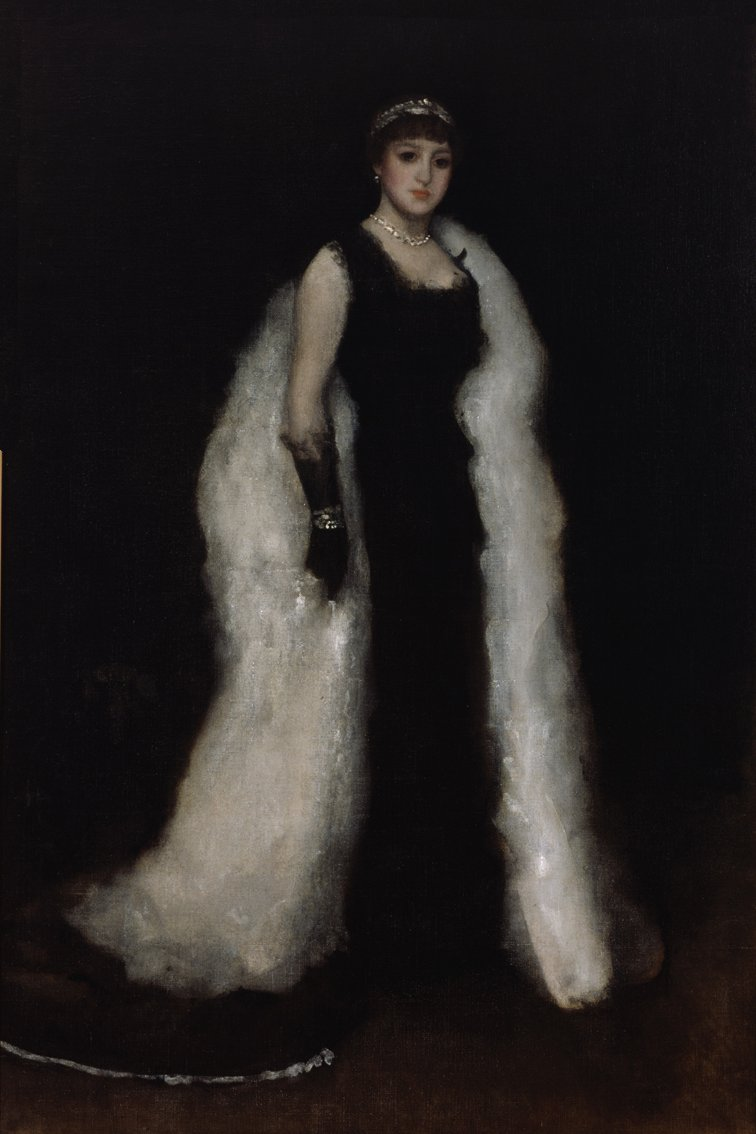
James Abbott McNeill Whistler, Arrangement en noir, no. 5 (Lady Meux), 1881
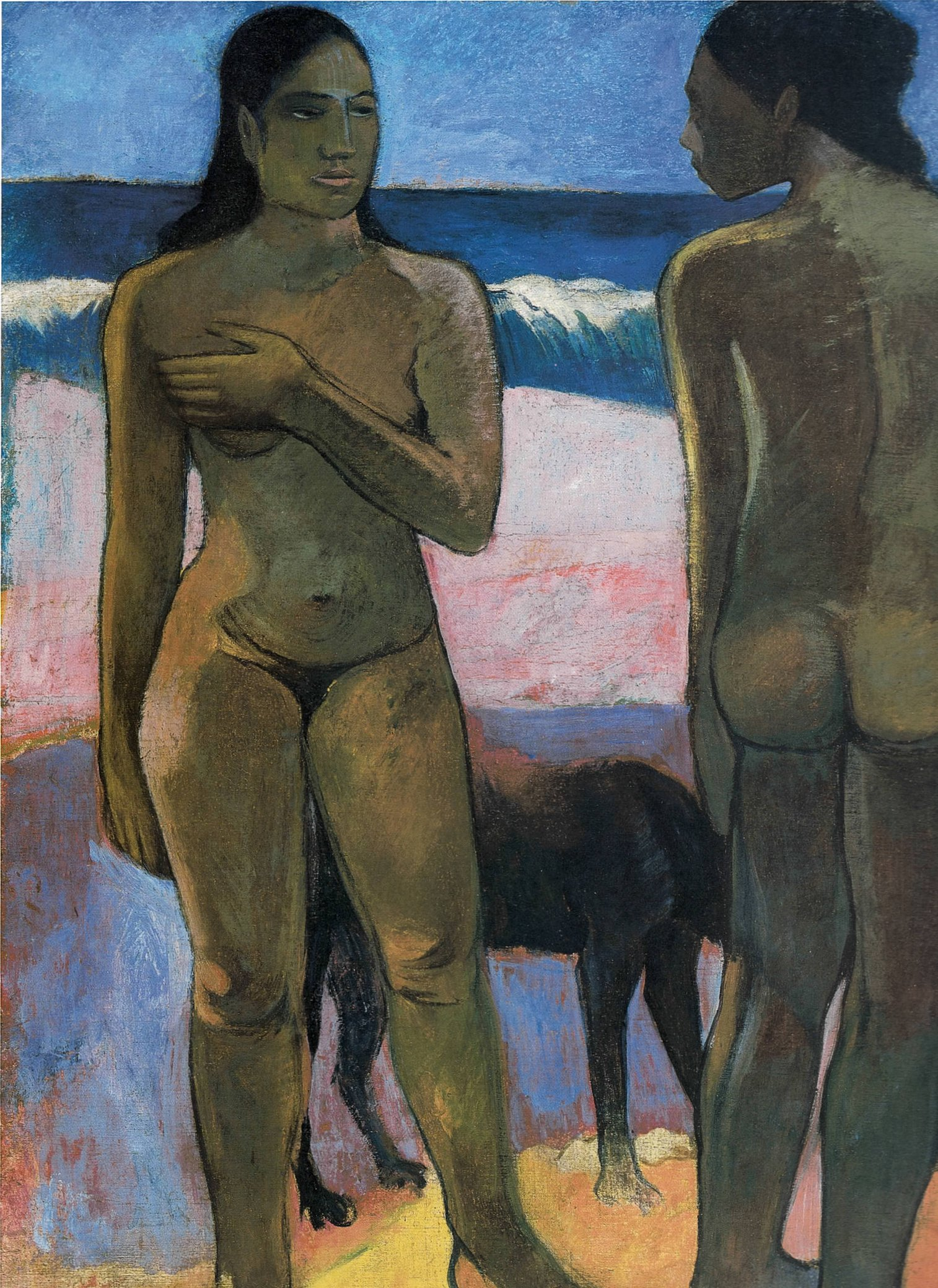
Paul Gauguin, Deux nus sur une plage de Tahiti, 1892
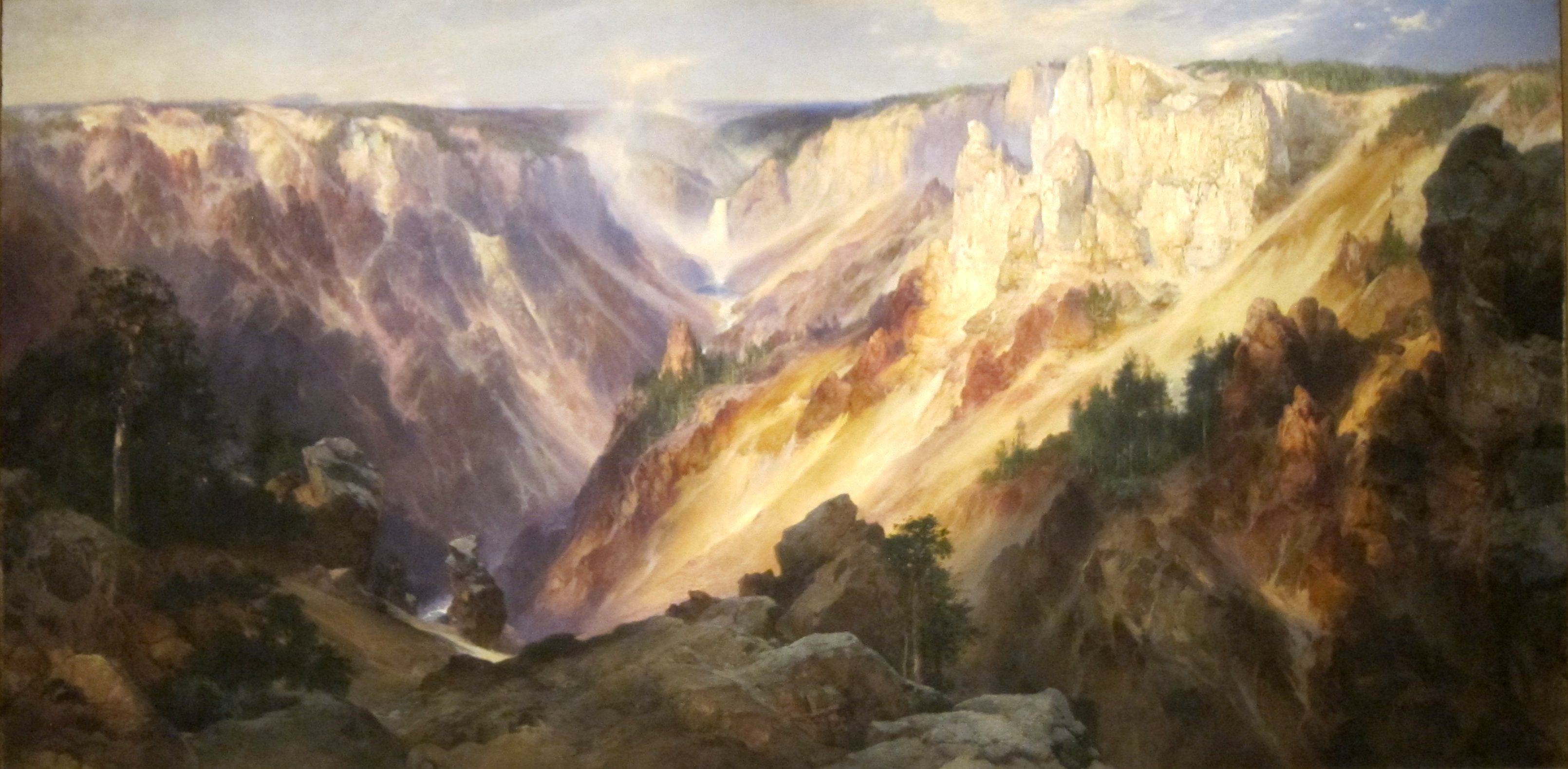
Thomas Moran, Grand Canyon of the Yellowstone, 1905
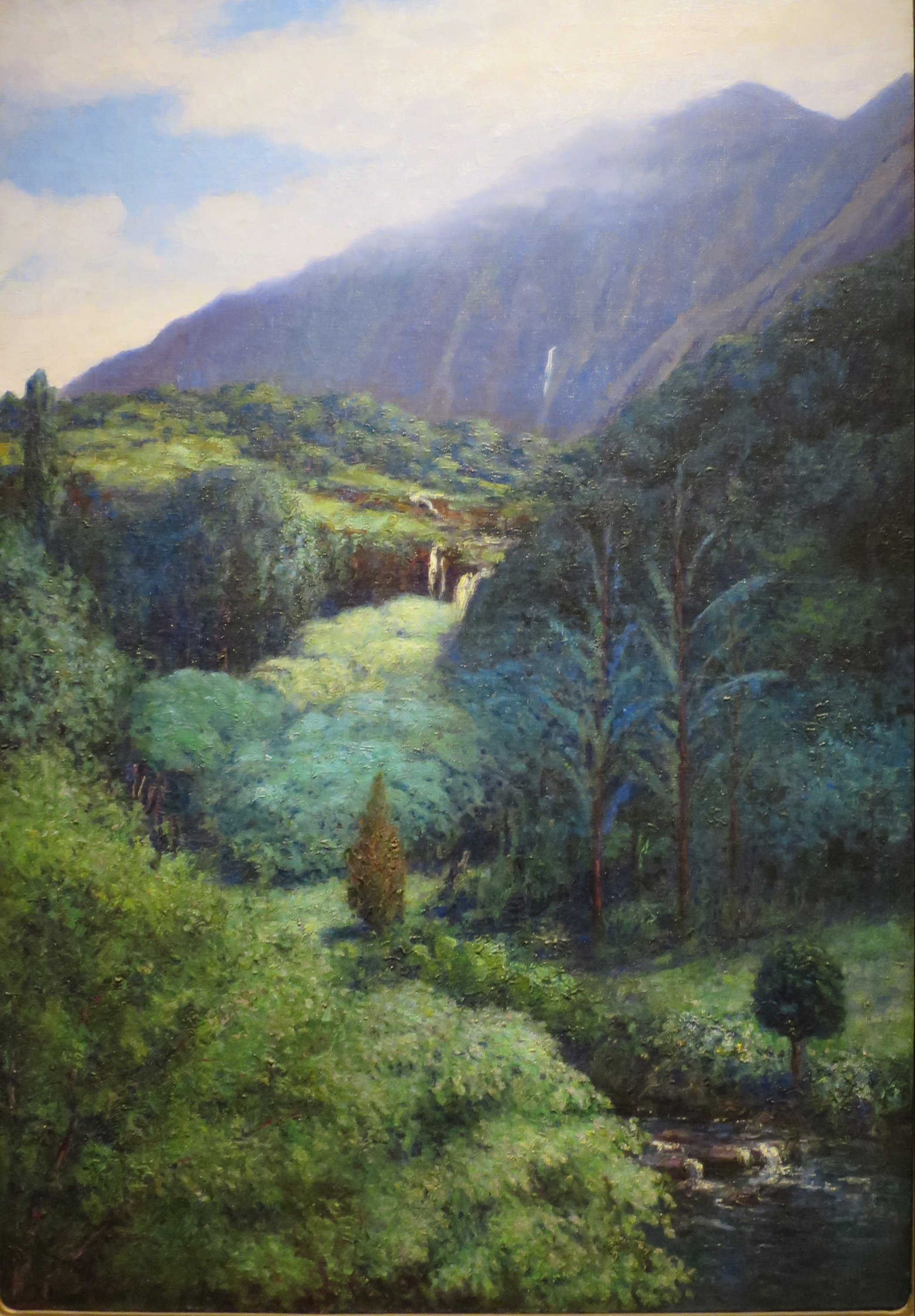
Lionel Walden, Luakaha, 1916